# Рельово
Рельо́во (болг. Рельово) — село в Софійській області Болгарії. Входить до складу общини Самоков.

## Населення
Станом на вересень 2021 року у селі проживало 251 особа. Густота населення складала 6.18 осіб/км². За даними перепису населення 2011 року у селі проживали 298 осіб.
Національний склад населення села:
| Національність   | Кількість осіб | Відсоток |
| ---------------- | -------------- | -------- |
| болгари          | 291            | 98,3%    |
| турки            | 5              | 1,7%     |
| цигани           | 0              | 0%       |
| інша             | 0              | 0%       |
| не визначились   | 0              | 0%       |
| Всього відповіли | 296            |          |

Розподіл населення за віком у 2011 році:
Динаміка населення: